# Avitta ochromarginata
Avitta ochromarginata là một loài bướm đêm trong họ Noctuidae.